# Szemenyey-Nagy Tibor
Szemenyey-Nagy Tibor, Nagy Tibor (Pápateszér, 1953. január 31. –) szobrász, Szemenyey Ferenc (1894-1990) festőművész unokája.

## Életpályája
Autodidakta művész. 1974-ben politikai okok miatt emigrált, Nyugat-Európában, Dél-Amerikában és a Karib-szigeteken élt. 1990-ben hazatelepült. Nagykanizsán él. 1976 és 1985 között Berufsverband Bildender Künstler/Professional Union of Artists, Hamburg tagja.
Szemenyey-Nagy világában az alkotás mintegy a teremtés párhuzamaként, az „isteni mű” helyreállításának kísérleteként jelenik meg. A széthullott teljesség részecskéiből, atomjaiból, a kizökkent világ darabjaiban fellelhető halvány nyomokból kísérli meg újból és újból az eredeti „működési elvet” felidézni, a világmozgató mechanizmust újraalkotni, az emberi lehetőségek korlátozottságának, hiábavalóságának tudatában is fanatikus, öngyötrő hittel.
A művészet e feltételezett szakralitása és misztikus interpretálása azonban nem gátolja abban, hogy a természettudományos fejlődés, a csillagászat, a fizika vagy a biológia legkülönbözőbb eredményeit tanulmányozza, és műveihez felhasználja. Különös paradoxona ez művészetének: a kristálytiszta és hajszálpontos szerkezet, a leheletfinom felépítés, az anyag részecskéinek összefüggése, a csillagtérképek modelljei, tehát az emberi intellektus ridegen racionális teljesítményei a világegyetem megfellebbezhetetlen és áhítatos rendjéhez, erejéhez vezetnek vissza.
Az abszolút tökéletes, kozmikus és az elemien egyszerűre redukált egyensúlyba hozása, egymásba oldása, a „fenséges” és a „minimális” mint egységre törő evidenciák, az „egyszerűség feltalálása”, ez alkotásainak művészetfilozófiailag felfejthető „textúrája”. A fenségesnek, mint az ember felett uralkodó, ember által érinthetetlen, - valamint a minimálisnak, mint az ember által redukált, leegyszerűsített és uralt princípiumnak egy műalkotásban való összegzése ritka jelensége a kortárs művészetnek. Hiszen a minimális képzete a racionalizálhatóság, a logikai diktátum fogalmát, a fenséges viszont az alogikus hatalom, az irreális, megfoghatatlan nagyság képzetét sugallja. Míg a minimális az érthetőt, átláthatót és kézzelfoghatót jelenti, addig a fenséges az emberen túlnövő, öntörvényű láthatatlant. Szemenyey-Nagy művészetében e két jelenség szervesen kiegészíti egymást. (Merhán Orsolya, "Maximal art", 1994.)

## Díjak, elismerések
- 1982: Rudolf Lodders-díj; Erdwin Amsing-díj;
- 1984: Hamburg Stipendium-díj;
- 1986: Rudolf Lodders-díj;
- 1994: 11. Nemzetközi Kisplasztikai Biennálé nagydíja, Muraszombat (SL)
- 2008: Nagykanizsa Kultúrájáért Színvonalas alkotóművészeti munkásságért.
- 2009: A Katinyi Mártírok Emlékműve pályázat második díja.

## Válogatott csoportos kiállítások
- 1978 • Hamburger Künstler vor Ort, G. vor Ort, Hamburg • Archive for Experimental Art, Lund (SVE)
- 1982 • Tisztelet a szülőföldnek. Külföldön élő magyar származású művészek II. kiállítása, Műcsarnok, Budapest
- 1983 • Triptychon-Aufhebung einer Kunstform, Kampnagel, Hamburg • Skulptur und Objekt, Kunsthaus, Hamburg • Transzendenz und Spiritualität in der Kunst heute, IMAGO, Nürnberg
- 1984 • Kosmische Bilder in der Kunst des XX. Jahrhunderts, Kunsthalle, Baden-Baden • Cosmic Images in the Art of the 20th Century, Museum of Art Israel, Tel Aviv
- 1988 • Jeune Sculpteur, Port d'Austerlitz, Párizs
- 1991 • Budapesti Art Expo, Elliptikus tér • G. Pascal de Sarthe, Los Angeles (USA)
- 1992 • Budapesti Art Expo • Képzőművészeti új szerzemények, Szent István Király Múzeum, Székesfehérvár
- 1993 • Budapesti Art Expo '93 • 11. Nemzetközi Kisplasztikai Biennálé, Muraszombat • A magyar művészet századai a múzeumi gyűjtés tükrében 1985-92, Magyar Nemzeti Galéria, Budapest
- 1994 • Szín és fény, Xantus János Múzeum, Győr • Dix Artistes Hogrois, L'Abbaye de L'Epau (FR)
- 1996 • Vass-gyűjtemény, Ernst Múzeum, Budapest • A művészeten túl, Kortárs Művészeti Múzeum/Ludwig Múzeum, Budapest
- 1997 • Jenseitz von Kunst, Neue G. am Landesm. Joanneum, Graz.
- 1999 • Zsinagóga Nagykanizsa Sublimitas (egyéni)
- 2001 • Atelier Arcay, Paris Oeuvre de verres (egyéni)
- 2003 • Westwood Gallery, New York The Physics of Spirituality
- 2004 • Halis István Városi Könyvtár, Nagykanizsa Párologtató (egyéni) • art fair, Köln Galerie K2
- 2007 • Centar za Kulturu, Cakovec, Horvátország The Sculptural Work (egyéni)
- 2009 • Barabás-villa, Budapest Katyn tervpályázat A budapesti Katyni mártírok emlékműve pályázat díjazottjai • Akzent Ungarn 1960-1990 Landesmuseum Joanneum, Graz
- 2010 • Thúry György Múzeum, Nagykanizsa Rejtett gén (egyéni)

## Művek közgyűjteményekben
- Evangelische Akademie Nordelbien, Hamburg
- Fondation Hagenbach-Arp, Locarno (CH)
- Szent István Király Múzeum, Székesfehérvár
- Kunsthalle, Hamburg
- Museum of Art Tel-Aviv, Israel
- Magyar Nemzeti Galéria, Budapest
- Landesmuseum Joanneum, Graz
- Stiftung Arp, Rolnandseck (D)
- FRAC de Haute-Normandie, Rouen (F)
- Kulturbehörde der Freie und Hansestadt Hamburg
- Arthotek und Graphotek, Hamburg
- Halis István Városi Könyvtár, Nagykanizsa
- Batthyány Lajos Gimnázium, Nagykanizsa
- Zsidó Hitközség, Nagykanizsa